# 타크자충

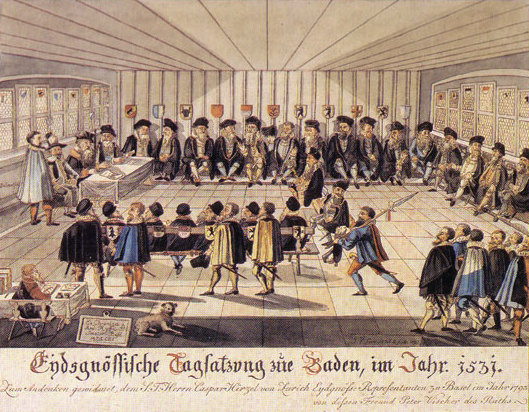
1531년의 타크자충, 바덴 (1790년대 그림).

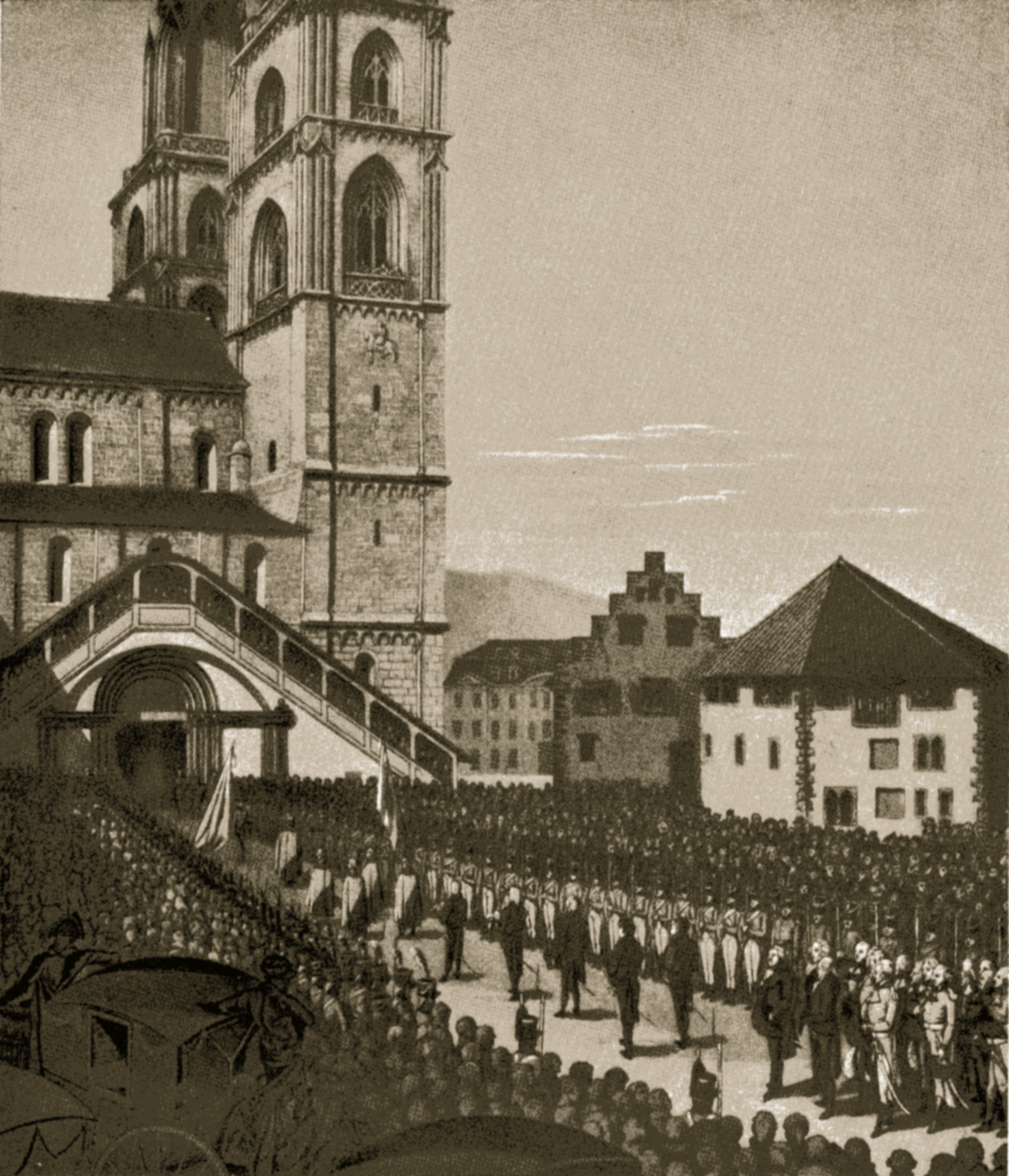
취리히 그로스뮌스터에서 열린 1807년 타크자충

타크자충(독일어: Tagsatzung, IPA : [ˈtaːkˌzatsʊŋ]) 또는 구스위스 연방의회(프랑스어: Diète fédérale, 이탈리아어: Dieta Federale)는 구스위스 연방의 입법부이자 집행위원회였으며, 스위스 독립 초기부터 1848년 스위스 연방 국가 수립될 때까지 다양한 형태로 존재했다.
의회는 개별 주에서 온 대표자들의 회의였다. 그것은 구스위스 연방의 가장 광범위한 정치 기관이었으나 주권이 본질적으로 주권을 가졌기 때문에 그 권력은 매우 제한적이었다.
연방 의회의 구성과 기능은 15세기에 설립된 이후 변화하고 발전해 왔지만, 가장 두드러진 것은 프랑스 혁명과 나폴레옹 시대에 개편되었다. 연방 의회에 대한 이해는 1798년 프랑스 침공 이전, 프랑스 침공 및 중재법 기간, 1815년 8월 7일 연방 조약(Bundesvertrag)에 의한 구조 조정부터 3개의 주요 기간으로 나눌 수 있다. 1848년 존더분트 전쟁 이후에 해체되었다.

## 전통 조직
1500년부터 의회로 조직된 스위스 입법부의 자리는 연방 의회(Federal Diet)라고 불렸다. 이것은 느슨하게 결합된 국가에서 권위의 유일한 원천이 아니었다. 각 주도 비교적 독립적인 의회(Diet)를 가지고 있었기 때문이다. 대표 기구이기는 하지만 그 구성원이 거의 독점적으로 지주와 상인 엘리트의 선별된 이해관계로 구성되어 있다는 점에서 현대의 입헌 의회와 달랐다. 연방 의회를 관장하는 주(州)는 보로트(Vorort)로 알려졌으며 일반적으로 의회라고 불렀던 주였다. 의회는 16세기 이후에 취리히가 점점 더 중요해지면서 다양한 장소에서 개최되었다. 프랑스 침공 전 마지막 3개 주는 베른, 루체른 그리고 취리히였다.

## 1798년 이후 변경
프랑스 공화국군의 침공과 승리에 따라 구스위스 연방은 해산되고, 헬베티아 공화국으로 대체되었다. 이것은 이전보다 더 중앙집권화된 정부 형태였으며, 지방 권력의 전통적인 자유를 취소하는 것으로 널리 반대되었다. 프랑스가 부과한 정부가 프랑스 혁명의 급진적인 반성직주의 와 관련이 있는 가톨릭 인구 사이에서 반대가 특히 격렬했다. 이 반대는 결국 헬베티아 공화국의 군대에 대한 스위스 반란을 일으킨 슈테클리크라이크(Stecklikrieg, 몽둥이 전쟁)로 이어진다. 야당은 헬베티아 공화국을 강제로 몰아붙이는 데 성공했다. 1803년 프랑스가 협상한 중재법을 수락했다. 이러한 행위를 통해 스위스의 연방적이고, 분권화된 성격을 확보했다.

## 연방 의회의 끝
스위스는 1815년 프랑스 제국의 패배 하에 ‘〈중재법〉’의 조건에 따라 조직되었다. "장기 의회"는 1815년까지 1년 넘게 지속되었으며 비엔나 의회가 유럽의 형태를 결정했다. 연합군의 승리에 따라 스위스 정부는 연방 구조를 유지했지만, 더 이상 〈중재법〉 형태가 아니며, 이름이 변경된 연방 의회(Federal Assembly)에 의해 조정되었다.  이것은 새로운 불어권이 추가되면서 30년 이상 스위스를 통치하게 된 제도이다. 이 제도는 1845년 가톨릭주의 연맹이 연방 당국에 반대하여 연합하여 존더분트 연맹을 결성했을 때 그 약점을 드러냈다. 이것은 1848년까지 지속되어 연방군이 승리하는 내전의 시작이었다. 그들의 승리에 따라 새로운 헌법이 채택되었고 스위스 연방의회가 현대적인 형태로 창설되었다. 베른은 ‘수도’ 또는 하우프트슈타트(Hauptstadt)라는 용어를 의도적으로 기피하여 ‘연방 도시’ 또는 분데스슈타트(Bundesstadt)로 선택되었다. 현대적인 형태의 연방 의회는 각 주의 시민들의 투표에 따라 의원을 선출하는 진정한 대표 기관이다.

## 같이 보기
- 란츠게마인데 (Landsgemeinde)
- 란트아만 (Landammann)